# Châteaubriant
Châteaubriant (in bretone Kastell-Briant) è un comune francese di 12 692 abitanti situato nel dipartimento della Loira Atlantica nella regione dei Paesi della Loira.

## Società

### Evoluzione demografica
Abitanti censiti

## Amministrazione

### Gemellaggi
- Athlone, dal 1975
- Radevormwald, dal 1981
- Brabova, dal 1990